# Hundelshausen (Adelsgeschlecht)

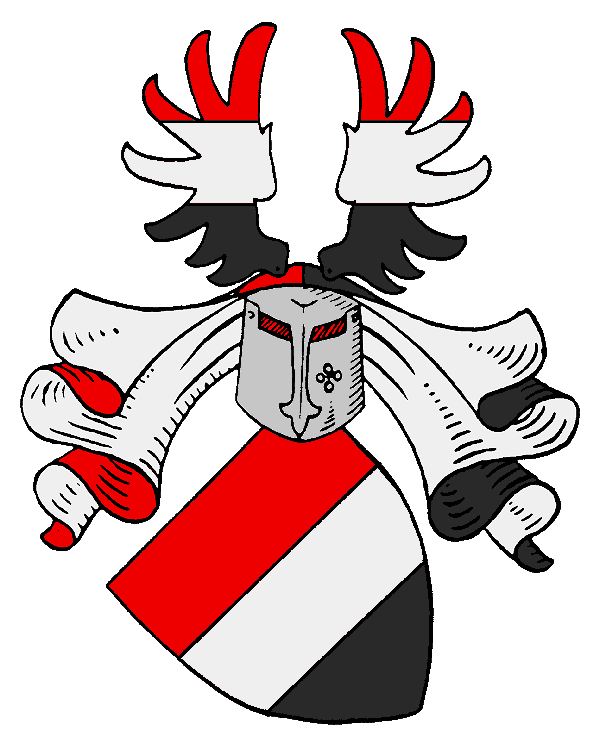
Wappen derer von Hundelshausen

Hundelshausen ist der Name eines Adelsgeschlechts der Althessischen Ritterschaft mit Stammsitz in Hundelshausen.

## Geschichte
Das Geschlecht gehört dem hessischen Uradel an. Mit Konrad und Hans von Hunoldishausen wurde die Familie 1305 zuerst urkundlich genannt, führt aber seine Abstammung auf Heinrich, 1242 zu Hundelshausen, zurück. Der Althessischen Ritterschaft waren die Herren von Hundelshausen seit deren Stiftung 1532 angehörig. 1760 verfügte die Familie über drei landtagsfähige Güter.

## Wappen
Blasonierung: von Rot, Silber und Schwarz geteilt. Auf dem Helm mit rot- und schwarz-silbernen Decken ein offener, wie der Schild bezeichneter Flug.

## Angehörige
- Eduard von Hundelshausen (1826–1910), deutscher Landesdirektor und Abgeordneter
- Moritz von Hundelshausen (1856–1934), deutscher Verwaltungsjurist und Landrat des Kreises Pyrmont